# Islawes azteca
Islawes azteca är en stekelart som beskrevs av John S. Noyes och Woolley 1994. Islawes azteca ingår i släktet Islawes och familjen sköldlussteklar. Inga underarter finns listade i Catalogue of Life.